# 木棉亭碑刻
木棉亭碑刻，位于中国福建省龙海市九湖镇木棉村，为一个省级文物保护单位，类型为石刻及造像，为第四批福建省文物保护单位，公布时间为1996年9月2日。
木棉亭碑刻的历史年代为明。